# Irkilik
Irkilik (ros. Иркилик) – wieś w Rosji, w Buriacji, w rejonie pribajkalskim. W 2010 liczyła 535 mieszkańców.